# Cauã Martins
Cauã Martins (São Paulo, 26 de maio de 2004) é um ator brasileiro, conhecido por seus papéis na infância e juventude em produções como Bingo: O Rei das Manhãs,  Turma da Mônica – Laços, Escola de Gênios e Meninas Não Choram. Ao longo de sua trajetória, se destacou tanto no cinema quanto na televisão, transitando entre o público infantojuvenil e as produções dramáticas da fase adulta.

## Biografia
Cauã iniciou sua carreira artística em 2017, aos 13 anos, estreando no cinema com os filmes Sobre Rodas, interpretando Lucas, e Bingo: O Rei das Manhãs, no papel de Gabriel Mendes, filho do protagonista vivido por Vladimir Brichta, na trama o personagem sofre com ausência do pai famoso. No mesmo ano, participou da série de suspense Crime Time, como Tony em sua fase infantil.
Em 2018, entrou para o elenco da série infantojuvenil Escola de Gênios, do Gloob, onde interpretou Otto, personagem que deu vida até 2022. Ainda em 2018, apareceu no longa de terror Morto Não Fala como Edson, no filme que traz acontecimentos sobrenaturais que ocorrem com um funcionário de um necrotério de uma cidade violenta.</ref>«Morto Não Fala». Globo Filmes. Consultado em 23 de março de 2021</ref>
Em 2019, ganhou projeção nacional ao interpretar Titi no filme Turma da Mônica: Laços, papel que retomaria na série Turma da Mônica - A Série, em 2022. Nesse mesmo ano, participou de um episódio da série Não Foi Minha Culpa, abordando temas sensíveis como abuso e violência de gênero.
Em 2023, viveu Pedrinho na minissérie biográfica Betinho - No Fio da Navalha, além de ser participante do reality show Fuja Se For Capaz no Gloob. Em 2024, integrou o elenco do longa Meninas Não Choram e protagonizou a série de comédiaDr4g0n, no papel de Daniel, um um jovem introvertido que é craque no jogo FPS Full Force que com sua irmã mais velha, decide montar um time profissional e, assim, ganhar dinheiro com competições para sustentar a própria família.

## Filmografia

### Televisão
| Ano       | Título                      | Personagem     | Notas                       |
| --------- | --------------------------- | -------------- | --------------------------- |
| 2017      | Crime Time                  | Tony (criança) | Episódio: "1-18 de janeiro" |
| 2018–2022 | Escola de Gênios            | Otto Souza     |                             |
| 2022      | Turma da Mônica - A Série   | Titi           |                             |
| 2022      | Não Foi Minha Culpa         | Cauã           | Episódio: "Edmara"          |
| 2023      | Betinho - No Fio da Navalha | Pedrinho       | Episódio: "1 de dezembro"   |
| 2023      | Fuja Se For Capaz           | Participante   | Temporada 3                 |
| 2024      | Dr4g0n                      | Daniel         |                             |

### Cinema
| Ano  | Título                           | Personagem     | Nota |
| ---- | -------------------------------- | -------------- | ---- |
| 2017 | Sobre Rodas                      | Lucas          |      |
| 2017 | Bingo: O Rei das Manhãs          | Gabriel Mendes |      |
| 2018 | Morto Não Fala                   | Edson          |      |
| 2019 | Turma da Mônica: Laços           | Titi           |      |
| 2024 | Meninas Não Choram               | Heitor         |      |
| 2025 | Onde Você Quer Tocar?            | Duda           |      |
| 2025 | Era uma Vez a Minha Primeira Vez |                |      |